# Pantisarthrus lubricus
Pantisarthrus lubricus är en stekelart som först beskrevs av Forster 1871.  Pantisarthrus lubricus ingår i släktet Pantisarthrus och familjen brokparasitsteklar. Arten är reproducerande i Sverige. Inga underarter finns listade i Catalogue of Life.